# ان‌جی‌سی ۹۰

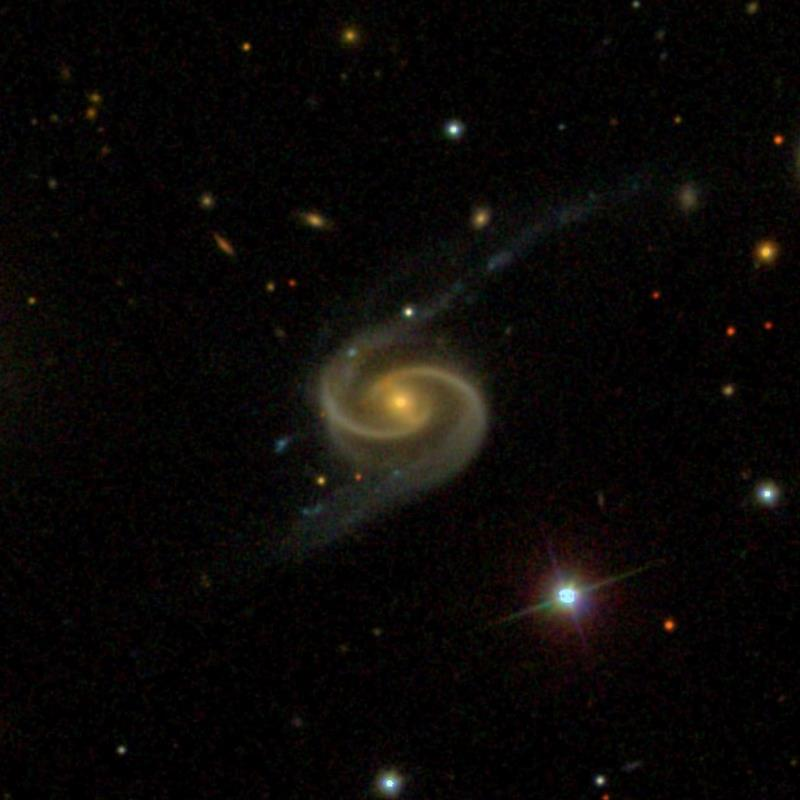
ان‌جی‌سی ۹۰

ان‌جی‌سی ۹۰ (به انگلیسی: NGC 90) یک کهکشان با قدر ظاهری ۱۳٫۷ است که در صورت فلکی زن برزنجیر قرار دارد.